# Schefflera divaricata
Schefflera divaricata là một loài thực vật có hoa trong Họ Cuồng cuồng. Loài này được (Blume) Koord. miêu tả khoa học đầu tiên năm 1912.